# Alfred Sturtevant
Alfred Henry Sturtevant (21 tháng 11 năm 1891 - 5 tháng 4 năm 1970) là nhà khoa học người Mỹ. Ông là một nhà Di truyền học nổi tiếng. Ông cùng với Hermann Joseph Muller và Calvin Bridges trở thành 3 người tham gia nghiên cứu cùng Thomas Hunt Morgan. Sturtevant là người đầu tiên đưa ra phương pháp xác định bản đồ di truyền dựa trên tần số tái tổ hợp gene. Ông cho rằng các gene nằm càng xa nhau trên nhiễm sắc thể thì xác suất để trao đổi chéo xảy ra giữa chúng càng lớn và có thể dùng tần số hoán vị gene làm thước đo khoảng cách tương đối giữa các gene. Đơn vị đo khoảng cách gene được tính bằng 1 % tần số hoán vị gene. 